# Drakblod (harts)
Drakblod är den röda kådan från ett antal olika växter: 
- Drakblodsträdet (Dracaena draco)[1]
- Dracaena cinnabari[2]
- Daemonorops draco[2]

Kådan har använts som fernissa av exempelvis fioler, och kådan från de båda senare arterna har också använts som pigment. I den internationella pigmentdatabasen Colour Index har drakblod beteckningen NR (natural red) 31 (CR nr 75200 och 75210). 
Drakblod har också haft medicinsk användning.